# Глядня
Глядня — река в России, протекает по Псковской области. Устье реки находится в 41 км по правому берегу реки Шести. Длина реки составляет 16 км. В нижнем течении протекает в глубоком овраге, с существенным перепадом высот.

## Данные водного реестра
По данным государственного водного реестра России относится к Балтийскому бассейновому округу, водохозяйственный участок реки — Великая. Относится к речному бассейну реки Нарва (российская часть бассейна).
Код объекта в государственном водном реестре — 01030000112102000027901.